# Castell Vacar
El castell Vacar, també anomenat castell de Mano de Hierro, en àrab Dar-al-Baqar és un fortificació militar medieval situada sobre sierra Morena, al terme municipal d'Espiel (Andalusia). És bé d'interès cultural des de 1985.

## Descripció
S'assenta sobre Sierra Morena a uns 600 metres d'altitud sobre el nivell del mar. Visible des de 5 o 6 kilòmetres de lluny, domina la vall del riu Guadiato i, actualment, també el pantà de Puente Nuevo, així com la seva central tèrmica. Té forma de polígon quadrilàter. Les seves dimensions interiors són de 65 metres de longitud al mur est, 59,60 l'oest, 50,10 el nord i 49,50 al sud. Tot això dona una superfície útil interior d'uns 3.132,50 metres quadrats.
Els murs de tancament són de tàpia rica en morter de calç, pastat amb sorra, grava i alguns enderrocs de ceràmica, amb un gruix d'1,70 metres, elevats sobre fonaments que sobresurten a la banda exterior en 60 centímetres. L'alçada dels murs es va fer mitjançant la superposició successiva de tongades de farciment i piconat de l'argamassa en uns calaixos o encofrats, així va aconseguir l'actual elevació; set d'aquestes tongades són d'uns 80 centímetres. En total té una alçada de poc més de 5,50 metres. Al seu l'interior, només s'aprecia en la major part 4 tongades i una mica d'una altra perquè el pis està a dos metres d'alçada, sent la seva altura màxima d'uns 3,50 metres. Els murs estan enfortits en les seves cantonades i parts intermèdies de l'exterior per cubs massissos del mateix material, en la majoria dels casos arriben als 3,80 metres de costat, sobresortint pels angles, tret del vessant sud-est, que evita la caiguda i esfondrament; la resta són sobre un terreny anivellat. A la banda nord, els murs est i oest tenen a l'interior quatre espitlleres a uns 30 centímetres de terra, cadascuna de 60 centímetres d'amplada per 80 d'alçada. Els paraments exteriors estaven arrebossats amb morter de calç, pintats d'ocre i delimitats per franges blanques de prop de 2 metres, que simulaven carreus, fet característic de les obres califals, present també a les muralles de Còrdova i fins i tot de Madīnat al-Zahrā.
A la banda sud del mur d'occident hi ha la porta d'entrada, a la qual li manca la llinda o arc que devia tenir antigament. Passada la porta, al mur sud, es veu el reforç d'aquest mur amb un altre de 7 metres de longitud per 1,20 d'amplada, que de fet devia ser més llarg, però va ser tallat posteriorment, i que es creu que corresponia a l'escala o rampa d'accés. Aquesta disposició després de la porta d'entrada podria tenir la seva explicació en què, quan es donava el senyal d'alarma davant la proximitat d'algun enemic, l'ascens a la part més alta dels murs pels defensors és molt ràpid, i amb un sistema de desplegament de la guàrdia ben organitzat amb el mínim de temps possible, anirien ocupant sense obstacles els seus llocs en els murs est i sud, els més vulnerables a causa de les seves suaus pendents. Això va originar la manca d'espitlleres en aquests murs, i que suposaven una escletxa per on penetrar a l'interior.

## Notícies històriques
Segons Claudio Sánchez Albornoz, per les seves característiques el castell es va haver d'edificar en el període califal, possiblement sota el regnat d'al-Hakam II o potser abans, segons Rafael Gracia Boix.
Altres van considerar que era posterior al califat, però això no és així, perquè es té notícia que el 22 de maig de 1010, durant la segona ocupació del tron de Hixam II, Muhammad al-Mahdí, besnet d'Abd-ar-Rahman III, va aixafar la insurrecció amaziga de Sulayman al-Mustain amb un reforç de tropes cristianes catalanes, tropes del comte de Barcelona Ramon Borrell i el seu germà Ermengol I d'Urgell; en total 30.000 musulmans i 9.000 cristians. Encara que al principi Sulayman tenia avantatge, aviat les seves tropes es van desorganitzar i van emprendre la retirada quan el seu comandant va fugir. La plebs cordovesa va aprofitar l'ocasió per atacar Madīnat al-Zahrā, i hi van matar els pocs amazics que quedaven i van saquejar les seves cases. L'endemà de la marxa dels amazics, Muhammad II al-Mahdí entrava a Còrdova i iniciava el seu regnat.
A mitjan segle xix, Ramírez de las Casas-Deza diu sobre el castell que s'hi va refugiar Isen II de Còrdova fugint dels que li perseguien després d'haver-lo destronat i finalment el van empresonar. Altres creuen que no es va refugiar aquí, sinó en el de Còrdova, però sembla que pel fet que està ubicat en un indret alt, a la muntanya, és més convenient que no pas l'altre. En època almoràvit, l'octubre de 1134, l'emir va entrar en combat en aquest lloc contra una ràtzia cristiana, que va resultar una sorpresa la nit anterior, abans del dia concertat per al combat, ocasionant grans baixes als musulmans i expulsant gran part de les tropes.